# Bojków
Bojków (deutsch Schönwald, schönwälderisch Schewaude oder Šẹwaldẹ, schlonsakisch Szywołd) ist ein Stadtteil von Gliwice (Gleiwitz). Von den Einwohnern der umliegenden Orte auch Szywołd genannt. Bojków liegt im Süden von Gliwice und besteht aus den Ortsteilen Bojków Dolny (Niederdorf), Bojków Środkowy (Mitte) und Bojków Górny (Oberdorf).

## Geschichte

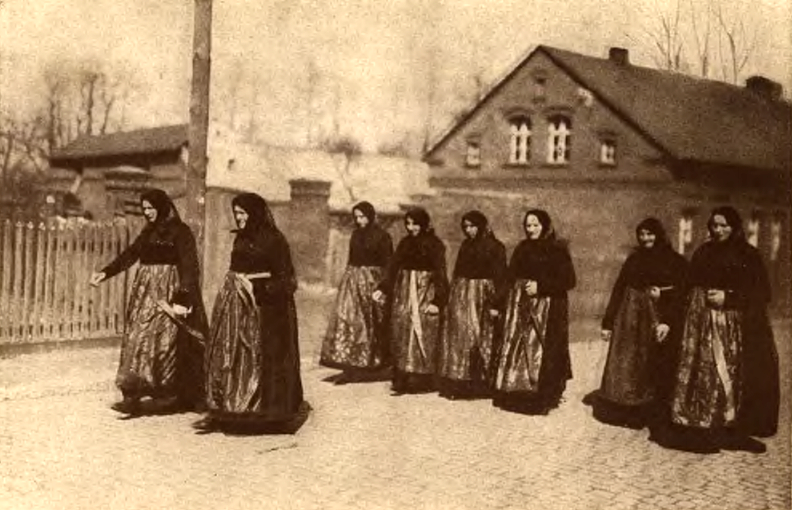
Schönwälderinnen in Festtagstracht auf dem Weg zur Kirche

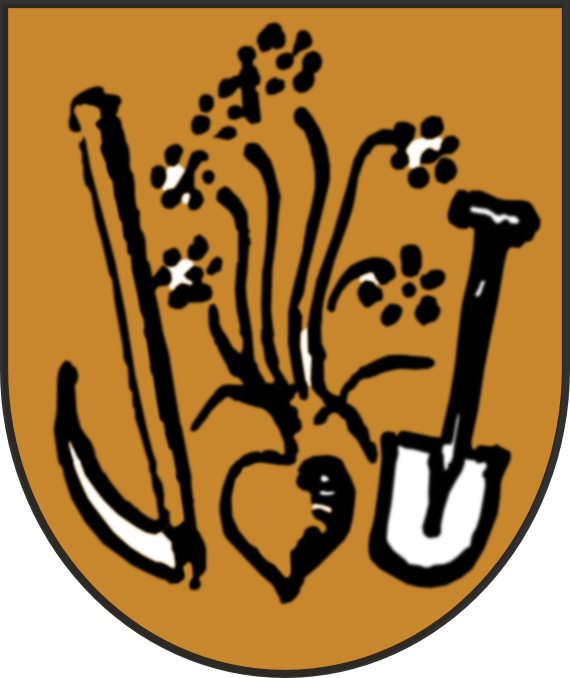
Wappen von Schönwald

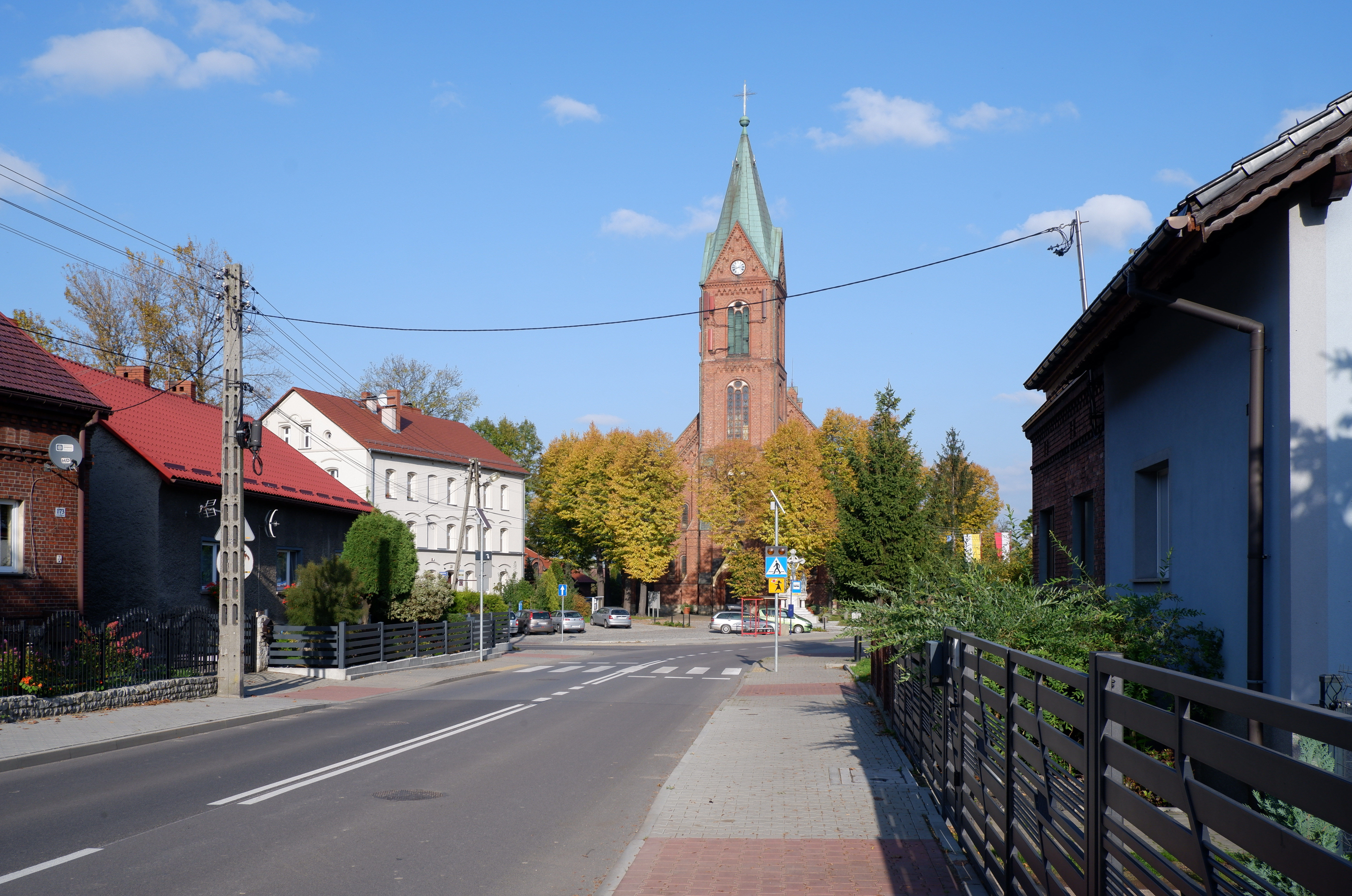
Dorfmitte mit der Kirche

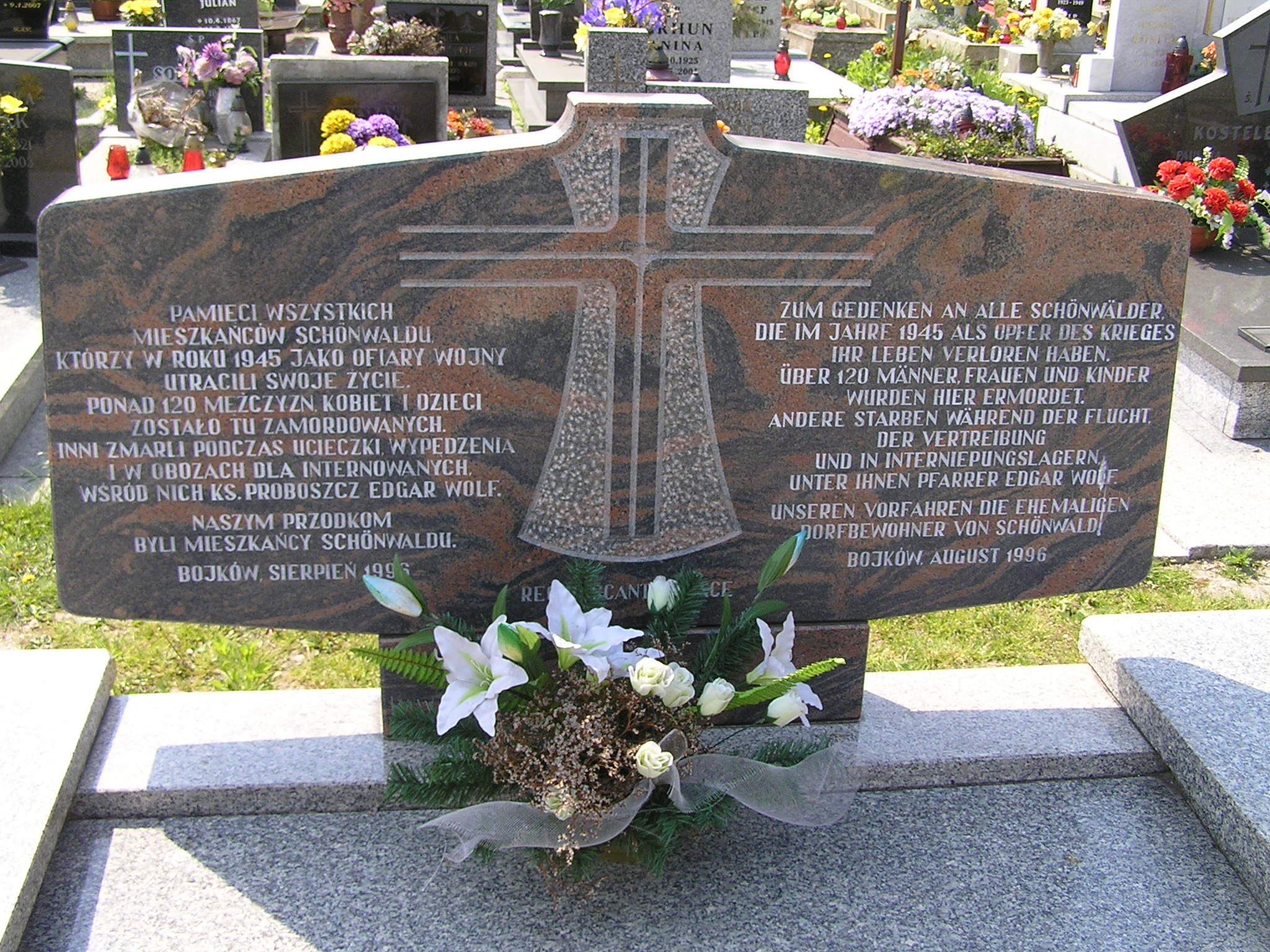
Gedenkstein für die ermordeten Schönwalder

Der Ort entstand spätestens im 13. Jahrhundert und wurde 1263 erstmals urkundlich als Sconualde erwähnt. 1283 folgte eine Erwähnung als Scuenevalde, 1482 als Schonwald und 1487 als Ssynwaldie. Die Gründer von Schönwald sollen ursprünglich aus Meißen in Sachsen stammen und sollen um 1223 unter Herzog Kasimir nach Schlesien eingewandert sein. Sie siedelten sich auf dem Grund des Klosters Rauden an. Bereits für das Jahr 1263 sind deutsche Kolonisten in Schönwald überliefert, deren Mittelhochdeutsche Mundart im Gegensatz zu anderen Orten der Gegend im 16. Jahrhundert nicht slawisiert wurde, weshalb sich der Schönwäldische, schlesische bzw. deutsche Dialekt als Sprachinsel erhalten konnte. Die Bewohner lebten u. a. eine lange Zeit vom Fuhrwesen. Die Fuhrhalterei in Schönwalde blühte bis Mitte des 19. Jahrhunderts. Mit dem Bau von Eisenbahnen ging dieses Gewerbe ein.
Der Ort wurde 1783 im Buch Beytrage zur Beschreibung von Schlesien als Schönwalde erwähnt, lag im Landkreis Tost des Fürstentums Oppeln und hatte 802 Einwohner, zwei Vorwerke, 61 Bauern, einige Gärtner, 50 Häusler und eine katholische Kirche, eine Schule und ein paar Pfarrhäuser. Der Ort war im Besitz des Klosters Rauden. 1818 wurde der Ort als Schönwalde erwähnt. Nachdem das Kloster Rauden aufgelöst worden war, kam das Dorf 1811 in den Besitz des Kurprinzen von Hessen-Kassel, 1820 an den Landgrafen von Hessen-Rothenburg und 1834 wiederum an Herzog Victor von Hohenlohe-Waldenburg. 1861 hatte Schönwald 63 Freibauern, 43 Freigärtner oder Halbbauern, 155 Freihäusler und 86 Parzellenbesitzer, sowie 1865 einen Bäcker, einen Fleischer, fünf Schmiede, zwei Stellmacher, fünf Schneider, fünf Schuhmacher, einen Tischler und einen Büttner.
Bei der Volksabstimmung in Oberschlesien am 20. März 1921 stimmten im Ort 2219 Wahlberechtigte für einen Verbleib Oberschlesiens bei Deutschland und 35 für eine Zugehörigkeit zu Polen. Schönwald verblieb nach der Teilung Oberschlesiens beim Deutschen Reich. 1935 dokumentierte ein Filmteam in Schönwald eine nachgestellte Schönwälder Hochzeit im Auftrag der Reichskulturkammer für einen Schulfilm. Der etwa 12-minütige Schwarz-Weiß-Film von der Firma Puchstein-Film mit dem Titel „Eine Hochzeit in Schönwald in Oberschlesien“ wurde für die „Reichsstelle für den Unterrichtsfilm“ produziert. Bis 1945 befand sich der Ort im Landkreis Tost-Gleiwitz.
Während des Einmarsches der Roten Armee in Schönwald im Januar 1945 kam es zu einem Massaker an der deutschen Bevölkerung, bei dem mehr als 120 Schönwalder ermordet wurden. In den Folgemonaten wurde die Bevölkerung von Schönwald vertrieben. Weitere Schönwälder kamen bei Flucht und Vertreibung und in Internierungslagern um. Unter diesen befand sich auch der damalige Pfarrer von Schönwald Edgar Wolf (1882–1945). Im März 1945 kam der bis dahin deutsche Ort unter polnische Verwaltung und wurde anschließend der Woiwodschaft Schlesien angeschlossen und ins polnische Bojków umbenannt. Der heutige polnische Name leitet sich von dem alten Namen des Waldes ab, der Boycowo oder Bojcou genannt wurde und in dem Schönwald 1269 vom Kloster Rauden ausgesetzt wurde. Von 1945 bis 1954 war Bojków Sitz der Gemeinde Bojków, von 1954 bis 1972 Sitz der Gromada Bojków. Nach der Auflösung der Woiwodschaft Schlesien kam der Ort zur Woiwodschaft Kattowitz (von 1953 bis 1956 Woiwodschaft Stalinogród). 1975 wurde Bojków vom aufgelösten Powiat Gliwicki nach Gliwice eingemeindet. 1999 kam der Ort zur neuen Woiwodschaft Schlesien.

## Kultur

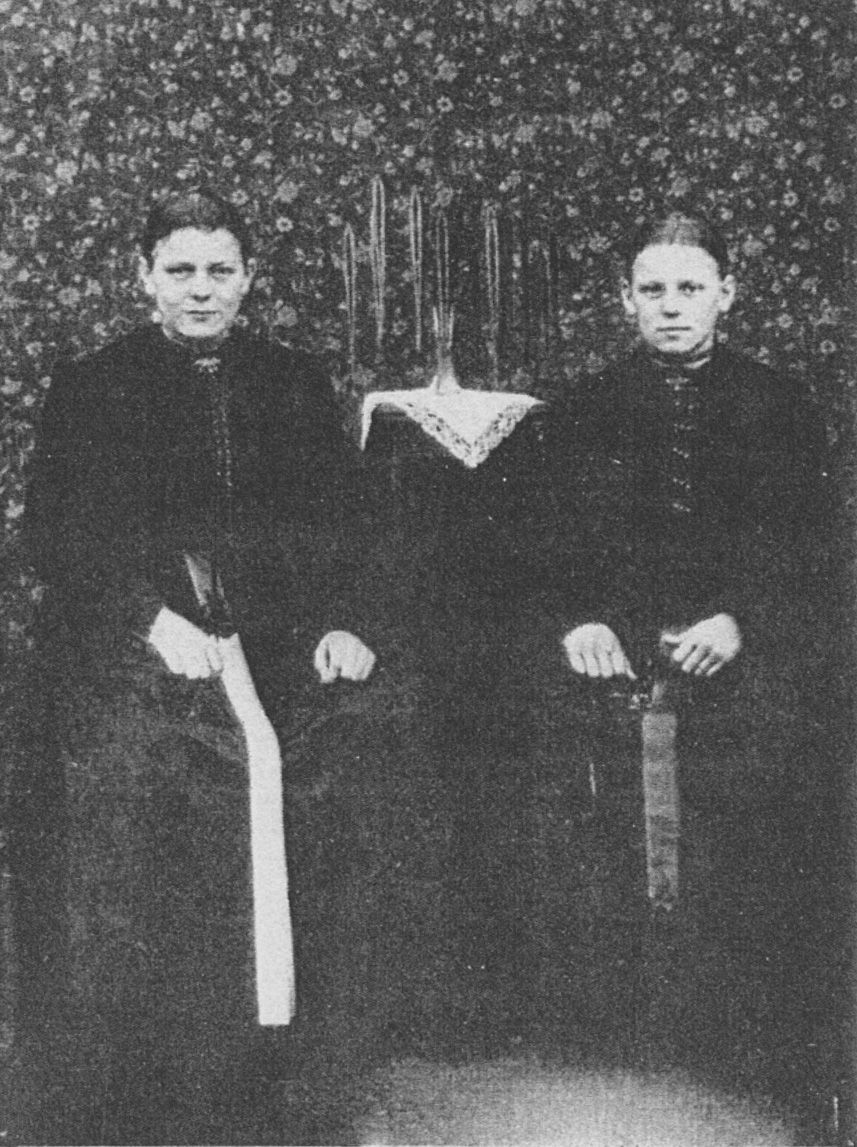
Sonntagskleid

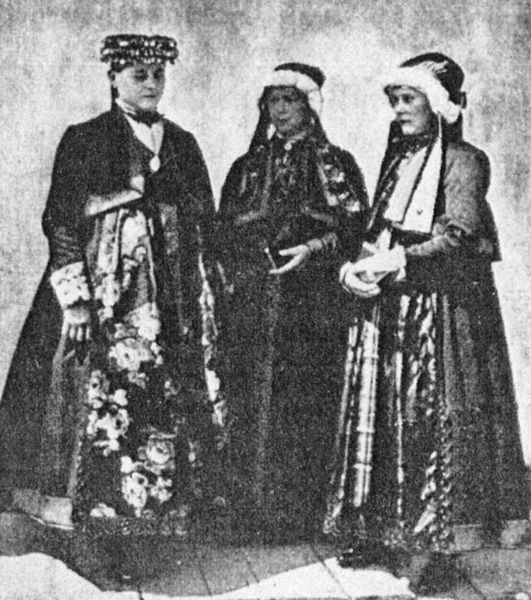
Hochzeitstracht

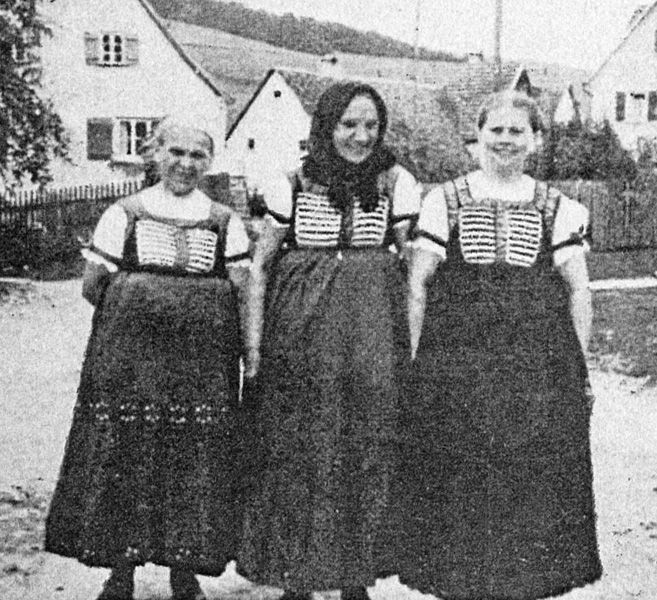
Bäuerinnen in Tracht

Schönwald war dafür bekannt, dass sich bis ins 20. Jahrhundert alte Traditionen erhalten haben, welche im Umland kaum mehr gepflegt wurden. Dazu gehörten auch das Tragen von Trachten und die Schönwälder Stickereien.  Die Schönwälder errichteten in der Gleiwitzer Altstadt an der damaligen Wilhelmstraße die Schönwälder Stickstube, in der sie ihre selbst hergestellten Waren und Produkte zum Verkauf anboten.

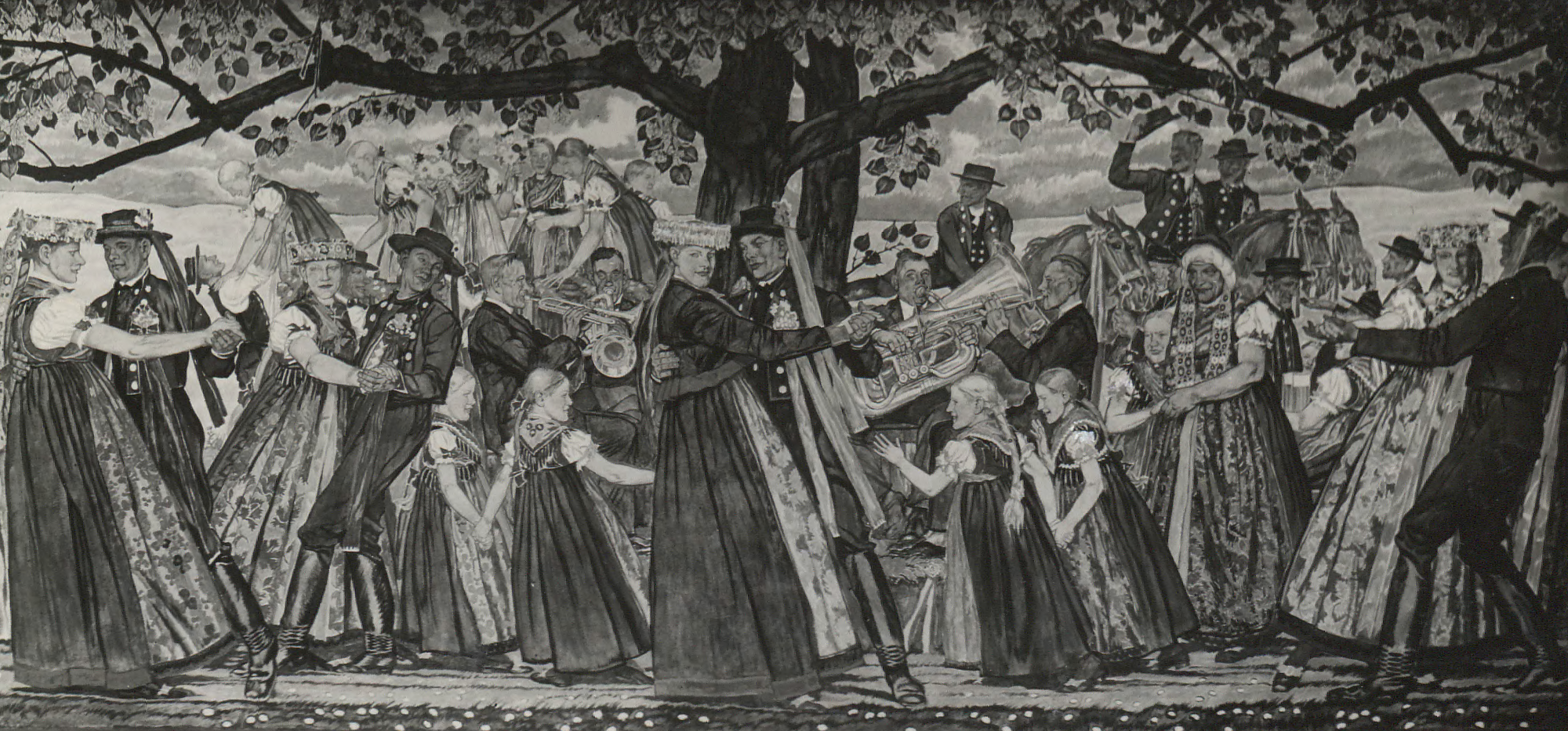
Wandgemälde „Der Tanz“

Im Festsaal des Hotels “Haus Oberschlesien” in der Gleiwitzer Innenstadt befand sich ein Wandgemälde des deutschen Malers Adolf Münzer von 1928 mit dem Titel „Der Tanz“, das auch „Die Schönwalder Hochzeit“ genannt wurde. Die Szene zeigte ein Schönwalder Brautpaar, Kränzelpaare und Hochzeitsgäste in ihrer Schönwalder Tracht beim Tanzen im Freien.

## Bauwerke und Sehenswürdigkeiten
- Die Mariä-Geburt-Kirche
- Die Johannes-Nepomuk-Kapelle

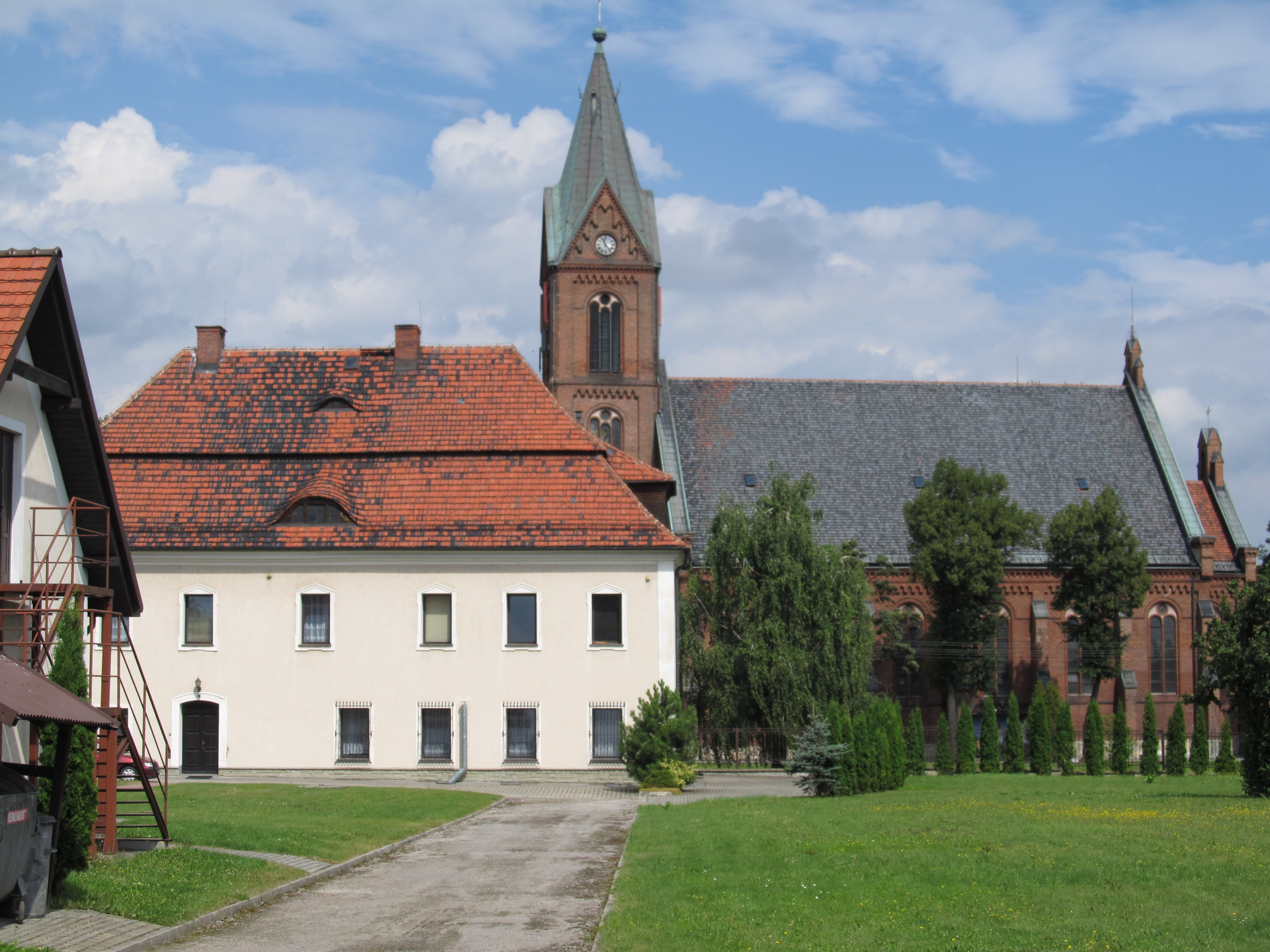
Pfarrhaus und Pfarrkirche

- Die Mutter-Gottes-von-Tschenstochau-Kapelle
- Das Pfarrhaus
- Bahnhofsgebäude der ehemaligen Schmalspurbahn

## Bildung
- Grundschule Nr. 8

## Verkehr
Durch Bojków verläuft die Autobahn A4 und die Droga krajowa nr 78. Bojków hat einen Anschluss an die A4 mit der Ausfahrt „Bojków“.

## Persönlichkeiten
- Georg Miske (* 9. April 1928; † 28. Januar 2009 in Leipzig), deutscher Gewichtheber
- Hubert Gillner (* 13. März 1932), deutscher Ordensmann, Theologe und Pädagoge
- Lothar Reinhard (* 26. Juli 1938), deutscher Politiker (SPD) und ehemaliger Abgeordneter der Hamburgischen Bürgerschaft
- Helmut Klöpsch (* 4. Dezember 1939; † 13. September 2019), deutscher Biathlet